# هاب موران
هاب موران (بالإنجليزية: Hap Moran) هو لاعب كرة قدم أمريكية أمريكي، ولد في 31 يوليو 1901 في بيلي بلين في الولايات المتحدة، وتوفي في 30 ديسمبر 1994.

## وصلات خارجية
- هاب موران على موقع مرجع كرة القدم المحترفة.كوم (الإنجليزية)